# معركة مطار هندرسون
معركة مطار هندرسون أو معركة لونغا بوينت كما تعرف لدى اليابانيين، هي معركة حدثت من 23 أكتوبر إلى 26 أكتوبر 1942 على وحول أرض غوادالكانال في جزر سليمان ضمن معارك حرب المحيط الهادئ في الحرب العالمية الثانية.
جرت على الأرض وفي البحر والجو بين البحرية والجيش الامبراطوري الياباني من جهة والحلفاء بصورة خاصة الجيش الأمريكي وقوات المارينز الأمريكية، كان الهجوم هو ثالث هجوم رئيسي لليابانيين في حملة جوادالكانال.
في المعركة الجيش وقوات المارينز بقيادة اللواء الكساندر فاندرغفت قامت بالتصدي للهجوم الياباني للجيش 17 تحت قيادة الفريق هيراكوشي هياكوتيك، القوات الأمريكية كانت تحرس محيط لونغا لحماية حقل هنديرسون والذي تم الاستيلاء عليه من اليابانيين في 7 أغسطس 1942, امر القائد الياباني هياكوتيك باعادة استرداد المهبط وطرد الحلفاء من الجزيرة.
جنود هياكوتيك نفذوا هجمات على الأمريكيين خلال ثلاثة أيام وفي مواقع منوعة، لكن الأمريكيين صدوا الهجمات مع خسائر ثقيلة لليابانيين، كما أن الطيران الأمريكي من حقل هيندرسون دافع عن المواقع الأمريكية في قنال غوادال من هجمات الطيران البحري الياباني والبحرية اليابانية، المعركة كانت اخر هجوم ارصي جدي لليابانيين على قنال غوادال، بعد محاولة للتعزيز فشلت خلال معركة بحرية لقنال غوادال، أذعن اليابانيين للهزيمة في الصراع على الجزيرة وأجلوا الكثير من قواتهم المتبقية في أول اسبوع من شهر فبراير 1943.